# Julien Gracq
Julien Gracq, właśc. Louis Poirier (ur. 27 lipca 1910 w Saint-Florent-le-Vieil, zm. 22 grudnia 2007 w Angers) – pisarz francuski.
Jego rodzinna miejscowość to małe miasteczko na brzegu Loary, między Nantes a Angers. Studia ukończył w École normale supérieure w Paryżu. W czasie wojny, po klęsce Francji był internowany na Śląsku. Od 1947 roku, do emerytury w roku 1970 był nauczycielem licealnym historii i geografii. Uczył w liceach w Quimper, Nantes, Amiens, wreszcie w liceum Claude-Bernard w Paryżu.
W swojej twórczości Louis Poirier posługiwał się pseudonimem: imię Julien to ślad młodzieńczej fascynacji postacią Juliena Sorela z powieści Stendhala Czerwone i czarne, natomiast Gracq to nawiązanie do historii Rzymu i braci Grakchów. O pochodzeniu tego pseudonimu mówił sam w obszernym wywiadzie, udzielonym rozgłośni France-Culture 3 maja 1989 roku. Na pisarstwo Gracqa znaczący wpływ miała też twórczość Richarda Wagnera (dowodem na to jest choćby jego czteroaktowa sztuka pt. Król-rybak), co być może stało się przyczyną, iż w poświęconym Gracqowi wydaniu „Literatury na Świecie” (nr 9/1999) powiązano – niesłusznie – ten pseudonim z jego fascynacją Wagnerem i jego operą – dramatem muzycznym Parsifal na motywach średniowiecznej legendy o świętym Graalu.
Jako pisarz zadebiutował w 1938 roku powieścią Au château d’Argol (W zamku Argol). Książka niezauważona przez krytykę, została sprzedana w ilości 150 egzemplarzy. Sławę przyniosła mu dopiero opublikowana w 1951 roku powieść Le rivage des Syrtes (Brzegi Syrtów), za którą otrzymał prestiżową nagrodę Goncourtów. Nagrody nie przyjął. Nie przyjął też nigdy innej nagrody ani żadnego z przyznanych mu wysokich odznaczeń. Nazywany przez współczesnych Grand Seigneur de la littérature francaise (Wielki Pan literatury francuskiej), przez całe życie pozostał wielkim samotnikiem, unikając kontaktów z prasą i jakiegokolwiek angażowania się w życie literackie. Jego jedynym przyjacielem, i od debiutu powieściowego jedynym wydawcą, był José Corti. Twórczość Juliena Gracqa od początku była przedmiotem sporów i nieporozumień. Oficjalnie, za namaszczeniem André Bretona, zaliczono go do surrealistów, choć sam Julien Gracq nigdy do tego ruchu nie przystąpił, będąc zdecydowanym przeciwnikiem wszystkich doktryn i literackich koterii. Dał temu wyraz w ogłoszonym w 1950 roku pamflecie Littérature à l’estomac. W latach siedemdziesiątych zaliczono go do nurtu zwanego realizmem magicznym, aczkolwiek on sam w swoich esejach i pismach krytycznych odnosił się do tego z ironią. Wspólna wielu utworom Juliena Gracqa jest mroczna, tajemnicza atmosfera. Ich bohaterowie, wyjęci spod władzy czasu, trwają w jakiejś nieokreślonej przestrzeni. Rzeczywistym motywem jego powieści jest oczekiwanie, które nie wyklucza dążeń ani poszukiwań, a wprost przeciwnie, chroniąc przed ich spełnieniem, a zatem kresem marzeń, pozostaje jedyną siłą napędową życia.
Julien Gracq zmarł w rodzinnym domu w Saint-Florent-le-Vieil. Z okien domu widać zielone brzegi Loary i ujście Èvre, bohaterki poetyckiego eseju Les eaux étroites, który w polskim przekładzie – za zgodą autora – nosi tytuł Bliskie wody.

## Dzieła
- Au château d’Argol (1939)
- Un beau ténébreux (1945)
- Liberté grande (1946)
- André Breton, quelques aspects de l’écrivain (1948)
- Le Roi pêcheur (1948; tłum. pol. Król-rybak[2], przekład Adam Wodnicki, Wydawnictwo Austeria, Kraków, 2009)
- La Littérature à l’estomac (1950)
- Le Rivage des Syrtes (1951; tłum. pol. Brzegi Syrtów, przekład Adam Wodnicki, Wydawnictwo Austeria, Kraków, 2008)
- Prose pour l’étrangère, (1952)
- Un balcon en forêt, (1958)
- Préférences, (1961)
- Lettrines I, (1967)
- La Presqu'île, (1970)
- Lettrines II, (1974)
- Les Eaux étroites (1976; tłum. pol. Bliskie wody, przekład Adam Wodnicki, Wydawnictwo Austeria, Kraków, 2008)
- En lisant en écrivant (1980)
- La Forme d’une ville (1985)
- Autour des sept collines (1988)
- Carnets du grand chemin (1992)
- Entretiens (2002)